# Бистрицька сільська рада (Бердичівський район)
Бистрицька сільська рада (іноді — Бистрикська сільська рада) — колишня адміністративно-територіальна одиниця та орган місцевого самоврядування у Бердичівському (Махнівському) і Бердичівському районах, Бердичівській міській раді Бердичівської округи, Вінницької й Житомирської областей УРСР та України з адміністративним центром у с. Бистрик.

## Населені пункти
Сільській раді були підпорядковані населені пункти:
- с. Бистрик
- с. Житинці

## Населення
Відповідно до перепису населення СРСР 17 грудня 1926 року, чисельність населення ради становила 1 954 особи, з них за статтю: чоловіків — 908, жінок — 1 046; етнічний склад: українців — 1 857, росіян — 30, євреїв — 5, поляків — 48, інші — 14. Кількість господарств — 430.
Згідно з переписом УРСР 1989 року чисельність наявного населення сільської ради становила 1206 осіб, з яких 529 чоловіків та 658 жінок.
За переписом населення України 2001 року в сільській раді нараховувалось 1145 осіб.

### Мова
Розподіл населення за рідною мовою за даними перепису 2001 року:
| Мова       | Відсоток |
| ---------- | -------- |
| українська | 98,52 %  |
| російська  | 1,05 %   |
| білоруська | 0,26 %   |
| молдовська | 0,09 %   |
| циганська  | 0,09 %   |

## Склад ради
Рада складалась з 16 депутатів та голови.

## Керівний склад сільської ради
| ПІБ                             | Основні відомості                                                  | Дата обрання | Дата звільнення |
| ------------------------------- | ------------------------------------------------------------------ | ------------ | --------------- |
| Барановська Світлана Михайлівна | Сільський голова , 1962 року народження, освіта, позапартійна      | 26.03.2006   | 31.10.2010      |
| Барановська Світлана Михайлівна | Сільський голова , 1962 року народження, освіта вища, позапартійна | 31.10.2010   |                 |

Примітка: таблиця складена за даними джерела

## Історія
Утворена 1923 року в складі сіл Бистрик, Житинці, хуторів Дубовий, Давидовського і Косаківського Бистрицької волості Бердичівського повіту Київської губернії. Станом на 1 жовтня 1941 року хутори Дубовий та Косаківського не перебувають на обліку населених пунктів.
Відповідно до інформації довідника «Українська РСР. Адміністративно-територіальний поділ», станом на 1 вересня 1946 року сільрада входила до складу Бердичівського району, на обліку в раді перебували села Бистрик, Житинці та х. Давидовщина.
26 вересня 1960 року х. Давидовщина знятий з обліку населених пунктів.
Станом на 1 січня 1972 року сільська рада входила до складу Бердичівського району Житомирської області, на обліку в раді перебували села Бистрик та Житинці.
Виключена з облікових даних 17 липня 2020 року. Територію та населені пункти ради, відповідно до розпорядження Кабінету Міністрів України № 711-р від 12 червня 2020 року «Про визначення адміністративних центрів та затвердження територій територіальних громад Житомирської області», включено до складу Райгородоцької сільської територіальної громади Бердичівського району Житомирської області.
Входила до складу Бердичівського (Махнівського) (7.03.1923 р.), Бердичівського (17.06.1925 р.; 28.06.1939 р.) районів та Бердичівської міської ради (15.09.1930 р.).